# Pietradefusi
Pietradefusi – miejscowość i gmina we Włoszech, w regionie Kampania, w prowincji Avellino.
Według danych na 1 stycznia 2022 roku gminę zamieszkiwało 1914 osób (937 mężczyzn i 977 kobiet).